# شتيفان بوشيل
شتيفان بوشيل (بالألمانية: Stefan Büchel)‏ هو لاعب كرة قدم ليختنشتاني في مركز الوسط، ولد في 30 يونيو 1986 في ليختنشتاين. شارك مع منتخب ليختنشتاين لكرة القدم. أما مع النوادي، فقد لعب مع نادي فادوتس.

## وصلات خارجية
- ستيفان بوشيل على موقع قاعدة بيانات كرة القدم.إي يو (الإنجليزية)
- ستيفان بوشيل على موقع ناشيونال فوتبول تيمز (الإنجليزية)
- ستيفان بوشيل على موقع Soccerway.com (الإنجليزية)
- ستيفان بوشيل على موقع عالم كرة القدم.نت (الإنجليزية)